# Mejor Jugador Joven de la Basketball Bundesliga
El premio Mejor Jugador Joven de la Basketball Bundesliga es el galardón que se concede al mejor jugador sub-22 alemán de la Basketball Bundesliga, la primera categoría del baloncesto en Alemania.Se empezó a conceder en 2001 denominándose Rookie del Año, pero las condiciones y la denominación fueron variando hasta la fecha actual.

## Ganadores

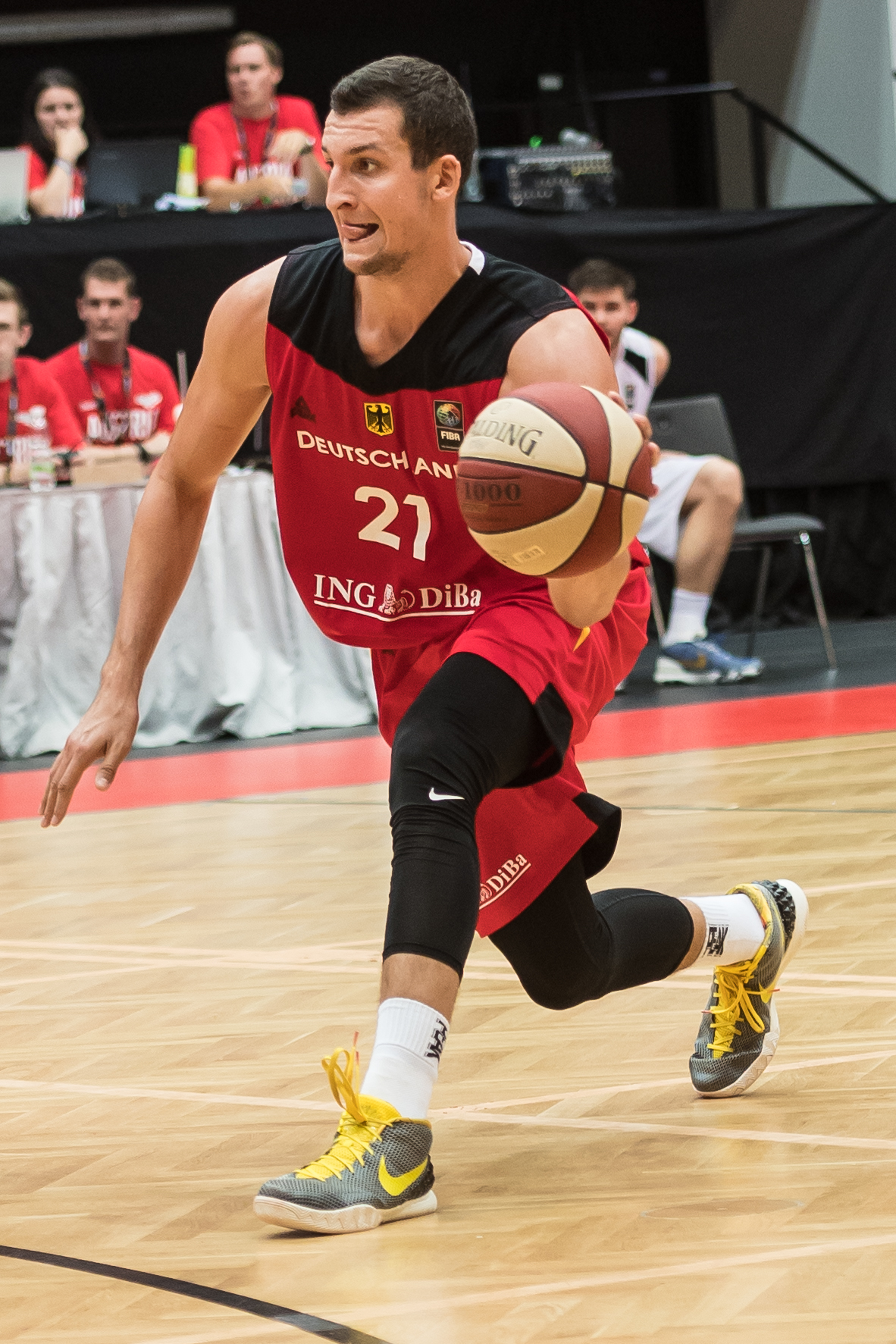
Paul Zipser fue el mejor joven de la Basketball Bundesliga en 2016.

| Jugador (X) | Denota el número de veces que el jugador ha ganado el premio |

| Temporada                                        | Jugador                                                                                | Pos.                                                                                   | Nac.                                                                                   | Team                                                                                   | Ref                                                                                    |
| Rookie del Año (2001–02 a 2009–10)               | Rookie del Año (2001–02 a 2009–10)                                                     | Rookie del Año (2001–02 a 2009–10)                                                     | Rookie del Año (2001–02 a 2009–10)                                                     | Rookie del Año (2001–02 a 2009–10)                                                     | Rookie del Año (2001–02 a 2009–10)                                                     |
| ------------------------------------------------ | -------------------------------------------------------------------------------------- | -------------------------------------------------------------------------------------- | -------------------------------------------------------------------------------------- | -------------------------------------------------------------------------------------- | -------------------------------------------------------------------------------------- |
| 2001–02                                          | Marcus Goree                                                                           | Pívot                                                                                  | Bandera de Estados Unidos                                                              | Skyliners Frankfurt                                                                    |                                                                                        |
| 2002–03                                          | Szymon Szewczyk                                                                        | Ala-Pívot                                                                              | Bandera de Polonia                                                                     | Braunschweig                                                                           |                                                                                        |
| 2003–04                                          | Aleksandar Ćapin                                                                       | Base                                                                                   | Bandera de Eslovenia                                                                   | Telekom Baskets Bonn                                                                   |                                                                                        |
| 2004–05                                          | Koko Archibong                                                                         | Alero                                                                                  | Bandera de Nigeria                                                                     | Brose Baskets                                                                          |                                                                                        |
| 2005–06                                          | Anton Gavel                                                                            | Escolta                                                                                | Bandera de Alemania                                                                    | Gießen 46ers                                                                           |                                                                                        |
| 2006–07                                          | Nicolai Simon                                                                          | Escolta                                                                                | Bandera de Alemania                                                                    | ALBA Berlin                                                                            |                                                                                        |
| 2007–08                                          | Philipp Schwethelm                                                                     | Alero                                                                                  | Bandera de Alemania                                                                    | Köln 99ers                                                                             |                                                                                        |
| 2008–09                                          | Per Günther                                                                            | Base                                                                                   | Bandera de Alemania                                                                    | ratiopharm Ulm                                                                         |                                                                                        |
| 2009–10                                          | Tibor Pleiß                                                                            | Pívot                                                                                  | Bandera de Alemania                                                                    | Brose Baskets                                                                          |                                                                                        |
| Mejor jugador alemán sub-24 (2010–11 a 2012–13)  |                                                                                        |                                                                                        |                                                                                        |                                                                                        |                                                                                        |
| 2010–11                                          | Tibor Pleiß (2)                                                                        | Pívot                                                                                  | Bandera de Alemania                                                                    | Brose Baskets                                                                          |                                                                                        |
| 2011–12                                          | Maik Zirbes                                                                            | Pívot                                                                                  | Bandera de Alemania                                                                    | TBB Trier                                                                              | [ 1 ]                                                                                  |
| 2012–13                                          | Dennis Schröder                                                                        | Base                                                                                   | Bandera de Alemania                                                                    | New Yorker Phantoms Braunschweig                                                       | [ 2 ]                                                                                  |
| Mejor jugador alemán sub-23 (2013–14 a 2014–15)  |                                                                                        |                                                                                        |                                                                                        |                                                                                        |                                                                                        |
| 2013–14                                          | Daniel Theis                                                                           | Pívot                                                                                  | Bandera de Alemania                                                                    | ratiopharm ulm                                                                         | [ 3 ]                                                                                  |
| 2014–15                                          | Johannes Voigtmann                                                                     | Pívot                                                                                  | Bandera de Alemania                                                                    | Fraport Skyliners                                                                      | [ 4 ]                                                                                  |
| Mejor jugador alemán sub-22 (2015–16 a presente) |                                                                                        |                                                                                        |                                                                                        |                                                                                        |                                                                                        |
| 2015–16                                          | Paul Zipser                                                                            | Alero                                                                                  | Bandera de Alemania                                                                    | Bayern Munich                                                                          | [ 5 ]                                                                                  |
| 2016–17                                          | İsmet Akpınar                                                                          | Base                                                                                   | Bandera de Alemania                                                                    | ALBA Berlin                                                                            | [ 6 ]                                                                                  |
| 2017–18                                          | Andreas Obst                                                                           | Base                                                                                   | Bandera de Alemania                                                                    | Rockets                                                                                |                                                                                        |
| 2018–19                                          | Franz Wagner                                                                           | Alero                                                                                  | Bandera de Alemania                                                                    | Alba Berlin                                                                            | [ 7 ]                                                                                  |
| 2019–20                                          | No se concedió, por la corta duración de la temporada a causa de la pandemia COVID-19. | No se concedió, por la corta duración de la temporada a causa de la pandemia COVID-19. | No se concedió, por la corta duración de la temporada a causa de la pandemia COVID-19. | No se concedió, por la corta duración de la temporada a causa de la pandemia COVID-19. | No se concedió, por la corta duración de la temporada a causa de la pandemia COVID-19. |
| 2020–21                                          | Justus Hollatz                                                                         | Base                                                                                   | Bandera de Alemania                                                                    | Hamburg Towers                                                                         | [ 9 ]                                                                                  |
| 2021–22                                          | Justus Hollatz (2)                                                                     | Base                                                                                   | Bandera de Alemania                                                                    | Hamburg Towers                                                                         | [ 10 ]                                                                                 |
| 2022–23                                          | Malte Delow                                                                            | Escolta                                                                                | Bandera de Alemania                                                                    | Alba Berlin                                                                            | [ 11 ]                                                                                 |
| 2023–24                                          | Johann Grünloh                                                                         | Pívot                                                                                  | Bandera de Alemania                                                                    | Rasta Vechta                                                                           | [ 12 ]                                                                                 |
| 2024–25                                          | Sananda Fru                                                                            | Ala-Pívot                                                                              | Bandera de Alemania                                                                    | Basketball Löwen Braunschweig                                                          | [ 13 ]                                                                                 |